# ラジオノマド
ラジオノマドはSTVラジオで2025年4月4日放送開始のラジオの生ワイド番組。

## 概要
STVラジオでは、2016年4月から、平日昼のワイド番組として『まるごと!エンタメ〜ション』を放送してきたが、2025年4月改編から金曜日限定の昼の生ワイド番組を放送することになった。金曜日限定の番組は、2015年に放送を終了したどさんこラジオ以来となる。
この番組では、メインテーマを「情報と娯楽とたっぷりの音楽を」を、サブテーマを「STVラジオらしくない」をそれぞれ掲げ、あらゆる環境で聴くことができるラジオの生ワイド番組を目指すとともに、STVラジオに「ラジオの窓から」新風を吹き込むもの。
「ラジオノマド」という番組タイトルには、遊牧民や放浪者を意味する「ノマド」を含むとともに、「ラジオの窓」という意味が込められている。金曜の17:45 ‐ 17:57には野球中継の直前番組として、今朝丸仁美をパーソナリティにノマドプラスが放送される。

## 放送時間
- 毎週金曜日 13:00 - 16:45

## パーソナリティ
- じゅんぺい（しろっぷ）
- 今朝丸仁美

中継レポーター
- ひろし（しろっぷ）
- 36号線

## 内容
- 13時台
  - きょうのテーマ
  - じゅんぺいのまど
- 14時台
  - ピックアップ！シネマ
  - 36号線 ノマド中継
- 15時台
  - ノマドゲスト
  - けさまるじるし
  - ラジオホームショップ
  - レコード・アーカイブス
- 16時台
  - ひろし ノマド中継
  - セーフティ北海道